# تأريخ فريدغر
تأريخ فريدغر (بالإنجليزية: Chronicle of Fredegar)‏ هو تأريخ يعد مصدرًا أوليًا لتاريخ المملكة الميروفنجية في بلاد الغال بين عامي 584-641. ثم استكمله بعد ذلك مؤلفون حتى تتويج شارلمان وشقيقه كارلومان في 9 أكتوبر 768 م.
وقد قال عنه جون مايكل والاس-هارديل «إن هذا العمل احتل موقعًا حيويًا في تاريخ فرنجة الغال ... أولاً، نظرًا للأهمية الجوهرية للمعلومات الواردة فيه. ثانيًا، لأنه المصدر الوحيد ذو الأهمية الذي يغطي معظم تلك الفترة. ويعد مع Decem Libri Historiarum لغريغوري التوري والتأريخ النيوستري Liber Historiae Francorum، التأريخ المتصل تقريبًا للغال من نهاية حكم الإمبراطورية الرومانية إلى تأسيس إمبراطورية الكارولينجيين، وهي الفترة التي دامت نحو ثلاثة قرون.»